# Heráclito y Demócrito

Demócrito, el filósofo que ríe, del taller de Rubens, ca. 1636. Se pintó, junto con su pendant, para decorar la Torre de la Parada, entre otras sesenta obras, la mayor parte de las cuales desarrollan el tema de las pasiones de los dioses.

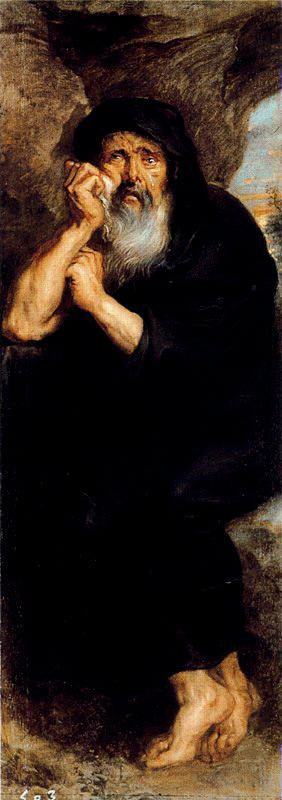
Heráclito, el filósofo que llora, del taller de Rubens, ca. 1636, pendant del anterior. Su ropaje oscuro acompaña a la expresión, triste, en contraste con el ropaje colorido y la expresión risueña de su opuesto.

Heráclito y Demócrito es un tema literario y artístico muy utilizado: el "filósofo que llora" (Heráclito) y el "filósofo que ríe" (Demócrito). Más allá de la expresión del semblante (risa o llanto), que es el recurso que permite lucirse a los artistas plásticos, el tópico compara ambas figuras filosóficas de la antigüedad griega con dos actitudes vitales opuestas (pesimismo y optimismo, tristeza y alegría, seriedad -gravitas- y burla -juego, broma o humor-). Se le supone a Heráclito ("el oscuro") compungido por la condición humana, o génericamente por el theatrum mundi ("el teatro del mundo"), y a Demócrito burlándose de lo mismo. Curiosamente, el principio de concordia o coincidentia oppositorum (concordia, coincidencia o unidad de los opuestos) fue sugerido inicialmente por el propio Heráclito (enantiodromía).

## Literatura
El tópico de oponer al lloroso Heráclito con el risueño Demócrito nace ya en la filosofía griega (Sotion, Sotión o Soción) y continuó en la literatura romana (donde alguna referencia ya había en Horacio), con Séneca (discípulo de Sotión), Juvenal y Luciano (éste de lengua griega, considerado uno de los primeros humoristas).
Respecto al epíteto de "llorón" atribuido a Heráclito, Kirk y Raven han señalado que se basa en juicios "totalmente triviales"  que provienen de, en primer lugar, referencias burlescas a la idea heracliteana de que todo fluye como el río y, en segundo lugar, a un error de traducción a Teofrasto, quien utilizó la palabra μελαγχολία con el sentido de "impulsividad", y no "melancolía", como se entendió posteriormente. Hasta ahora no se conocen antecedentes históricos serios que respalden el carácter pesimista y tristón de Heráclito.
El humanismo renacentista italiano rescata el tema con Marsilio Ficino, al que siguen Antonio Fregoso y Andrea Alciato, ya en el siglo XVI. Se difunde por toda Europa, apareciendo en el inglés Geffrey Whitney (cuya fuente es Alciato), en el español Hernando de Acuña y en los franceses Rabelais y Montaigne (un capítulo completo de sus Essais). A comienzos del siglo XVII, el predicador Pierre de Besse dedica dos libros completos a El Heráclito cristiano y El Demócrito cristiano, donde compara ambas figuras con Cristo (decantándose por la actitud jocosa de Demócrito). Posteriormente tratan el tema Baltasar Gracián (que los califica de "extravagantes y paradojos") o Matthew Prior. En Anatomía de la melancolía (1621), Robert Burton procura dar una explicación patológica del origen del tópico: Fue únicamente el comportamiento de Demócrito lo que hizo suponer a los abderitanos que estaba loco y buscar a Hipócrates para que le curara; cuando estaba con alguna compañía solemne, se reía sin parar por cualquier cosa. Teofrasto cuenta lo mismo de Heráclito, sólo que lloraba continuamente; aunque ya había advertido Laurent Joubert que de los melancólicos (dice Pablo de Egina), unos se ríen siempre y los otros siempre lloran. A Hipócrates le parecen menos peligrosos y más fáciles de curar los que tienen delirios que se producen acompañados de risa, pues afirma que son más peligrosos los que van acompañados de seriedad. De esos dos efectos parecen haber dado un raro ejemplo dos excelentes filósofos, Demócrito y Heráclito: uno se  reía siempre y el otro siempre lloraba. Pero el muy prudente Hipócrates cuenta en sus cartas que habiendo sido llamado por los abderitas para curar a Demócrito de su supuesta locura, éste no deliraba ni estaba loco, sino que era el hombre más sensato de su tiempo. Antonio López de Vega publicó con el título Heráclito y Demócrito de nuestro siglo una colección de "diálogos morales sobre... la nobleza, la riqueza y las letras" (1641). Muchos más autores de esta época hacen aparecer a ambos filósofos en sus escritos:

Heráclito, con versos tristes, llora;
Demócrito, con risa, desengaña
...
¿En qué consiste haver hombres tan viles,
que quien ayer con Héctor fue troyano
hoy pueda ser tan griego con Achiles?
Lope de Vega, Poesías varias a Juan de Piña.

En el siglo XIX el tema reaparece en el poema La Panhypocrisiade, ou la comédie infernale du seizième siècle, de Jean Népomucène Lemercier (1819): J'en pleure et ris ensemble ; et tour à tour je crois / Retrouver Héraclite et Démocrite en moi. Como "juguete cómico en un acto y en verso", se estrenó en Madrid un Heráclito y Demócrito "escrito expresamente para el beneficio de la primera actriz doña Salvadora Cairón por don Miguel Pastorfido" (1866).
Recientemente en 2015, el cómic The Cartoon Introduction To Philosophy (Filosofía en viñetas) de Michael F. Patton y Kevin Cannon, presentó un risueño Heráclito como anfitrión del libro, en el cual recorre el "río de la filosofía" junto con varios filósofos, desde Tales hasta David Chalmers. Demócrito también está presente en él.

## Otras artes
En la pintura son comunes las representaciones de ambos filósofos riendo y llorando respectivamente, a menudo señalando un globo terráqueo, al menos desde Bramante, contemporáneo de Ficino (1477). En época del Barroco trataron el tema, entre otros, Ribera, Rubens, Velázquez y Rembrandt.
También se trató el tema en música: el tercer libro de cantatas de Jean-Baptiste Stuck (1711) incluye un Héraclite et Démocrite; así como las Esquisses de Charles-Valentin Alkan (1861).

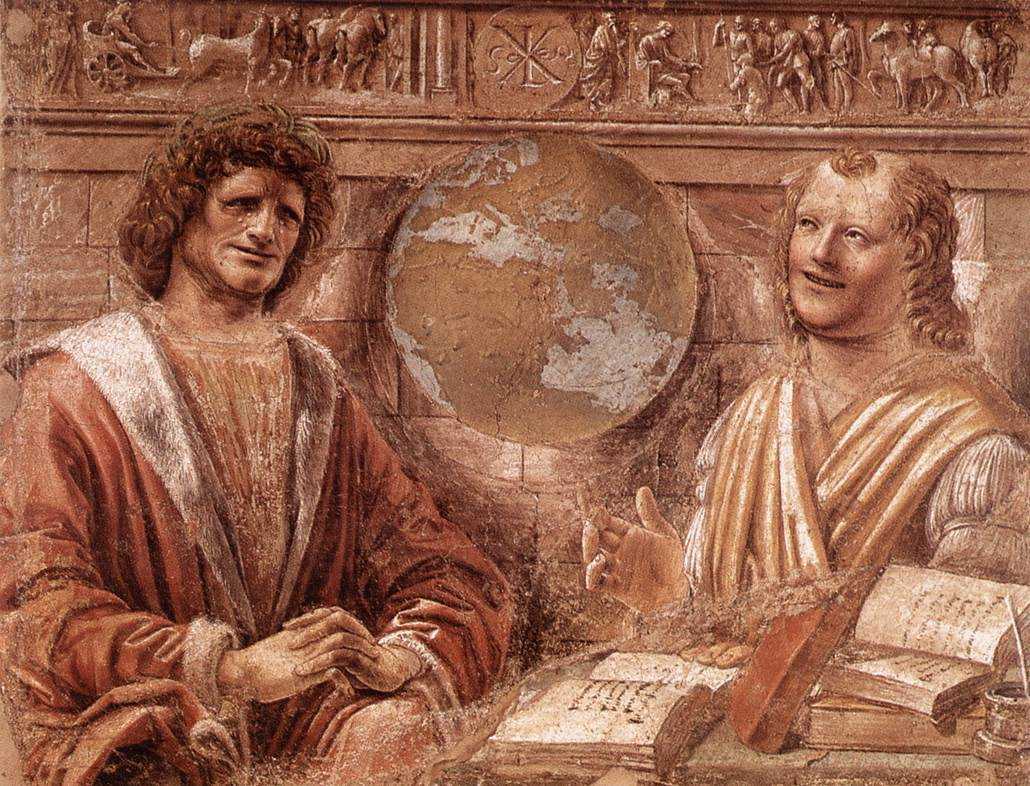
Heráclito y Demócrito, por Bramante, 1477.
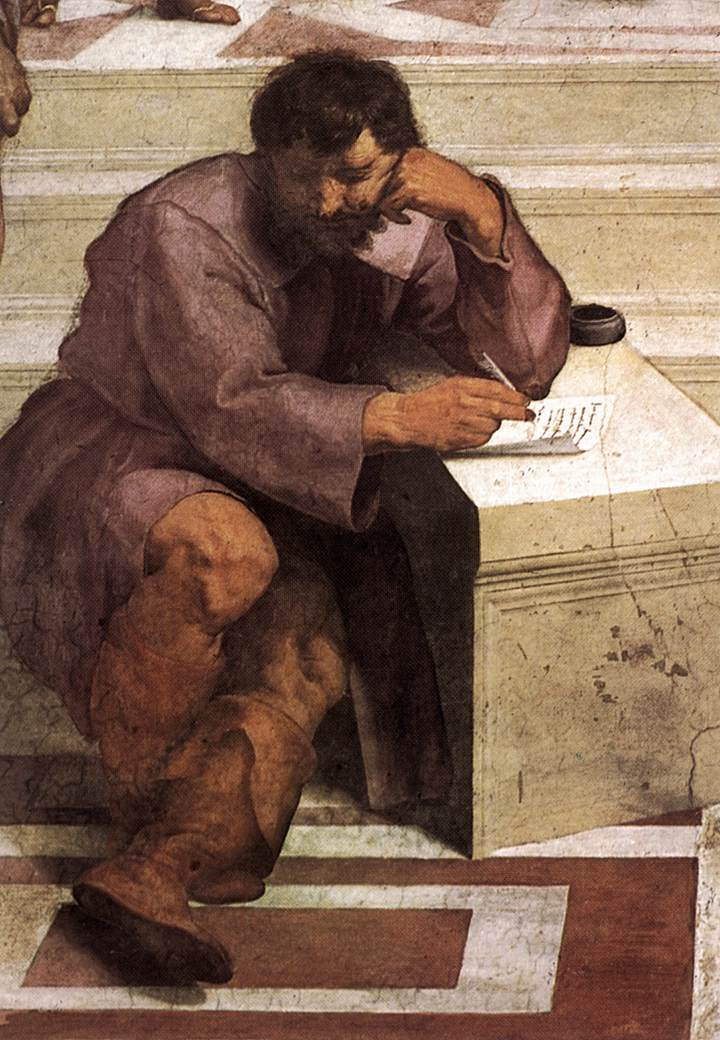
Miguel Ángel como Heráclito en La escuela de Atenas, por Rafael Sanzio, 1512.
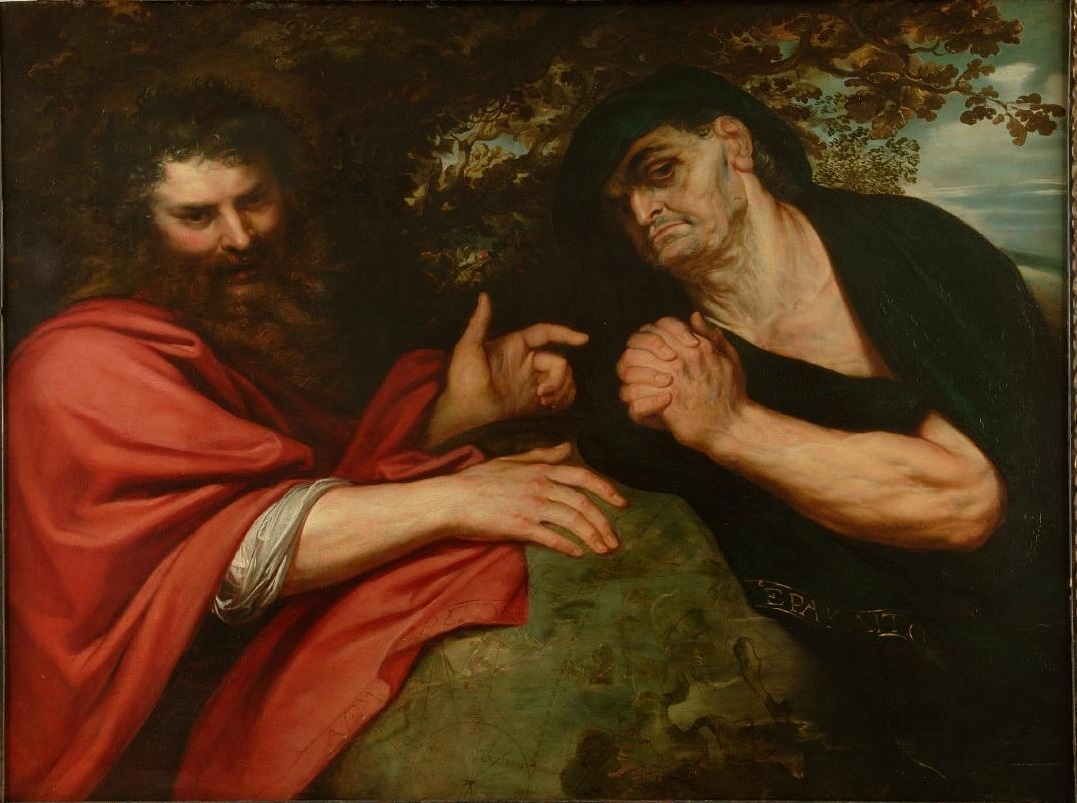
Heráclito y Demócrito, por Rubens, 1603.
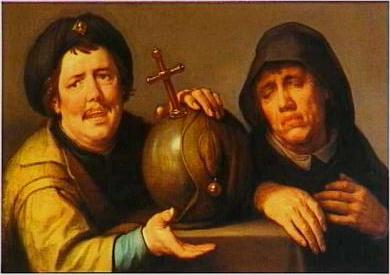
Heráclito y Demócrito, por Cornelis Cornelisz, ca. 1619.
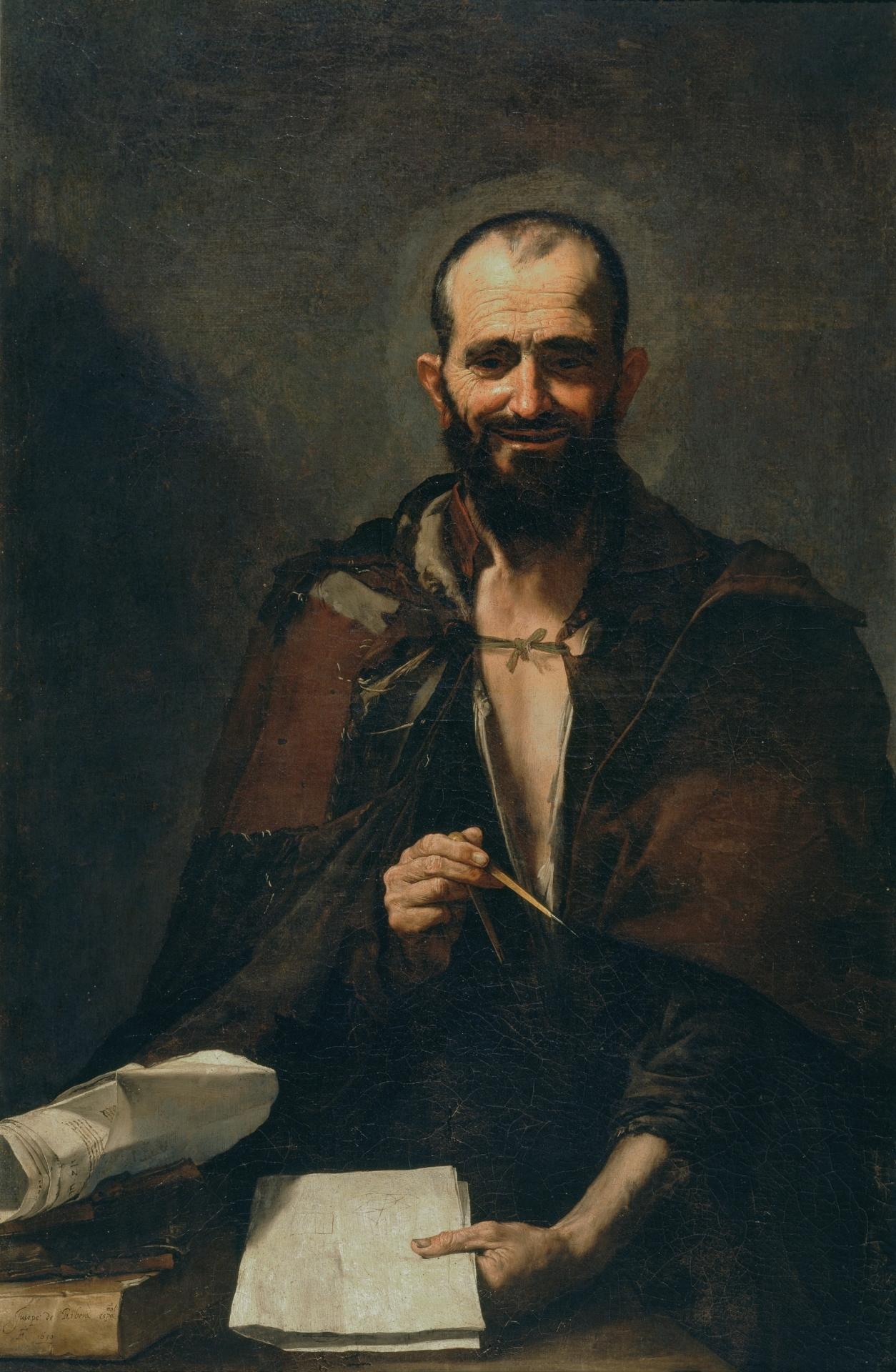
Demócrito, por Ribera, 1620.
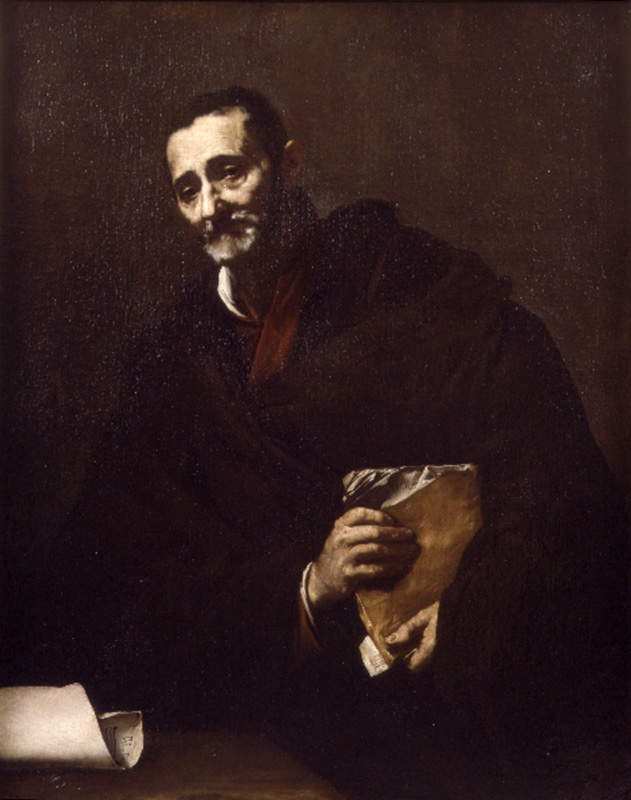
Heráclito, por Ribera, ca. 1630.
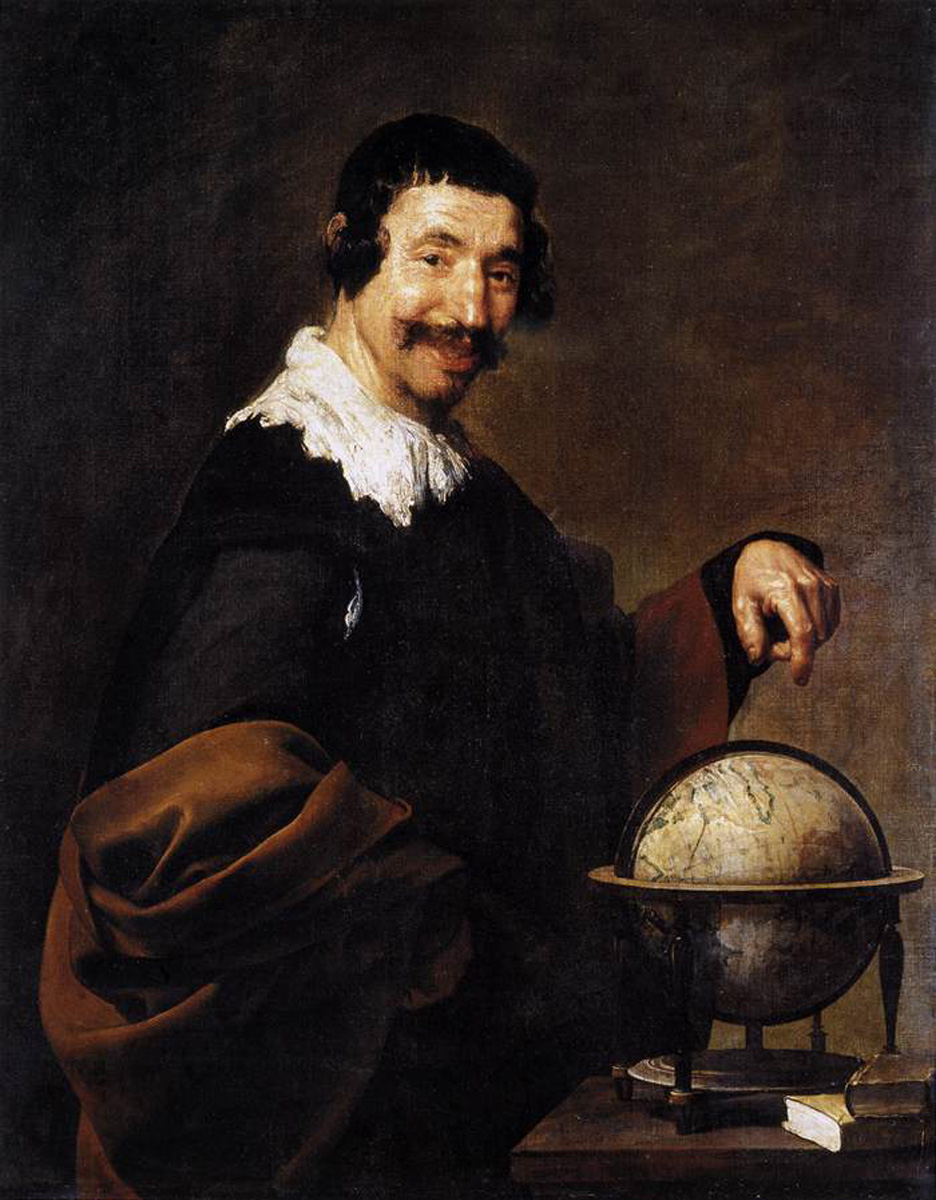
Demócrito, el filósofo que ríe, por Velázquez, ca. 1628.
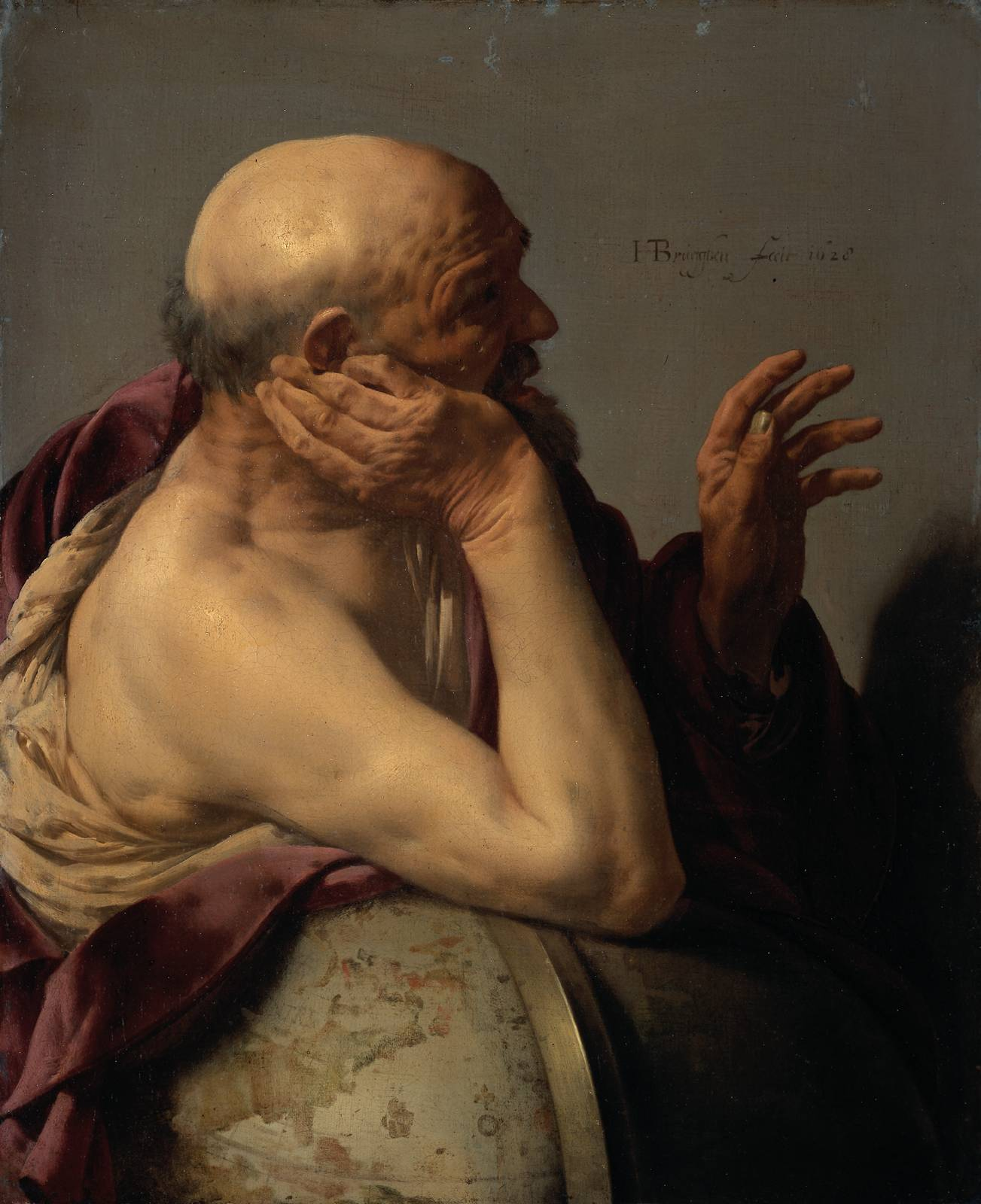
Heráclito, por Hendrik ter Brugghen, 1628.
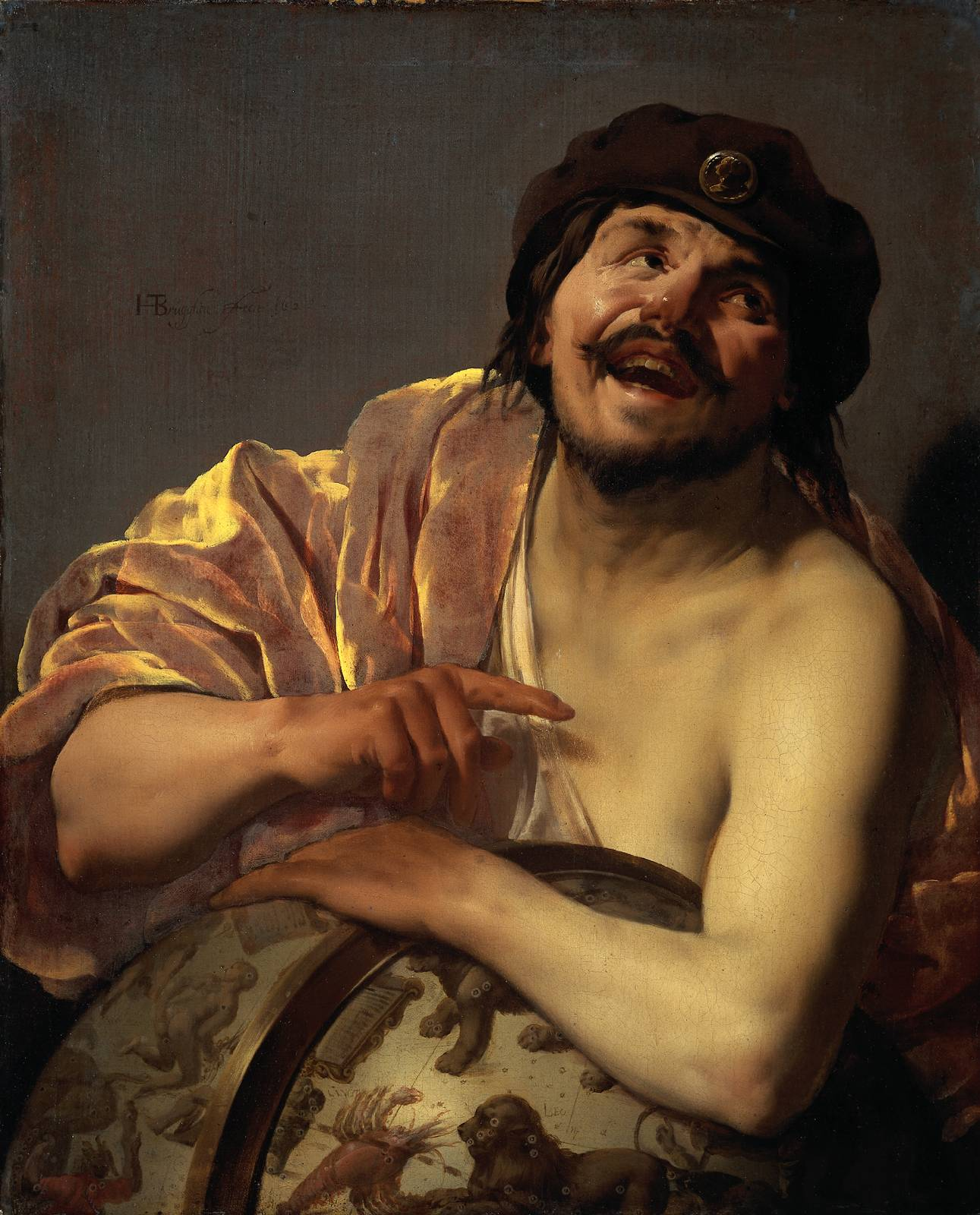
Demócrito, por Hendrik ter Brugghen, pendant del anterior.
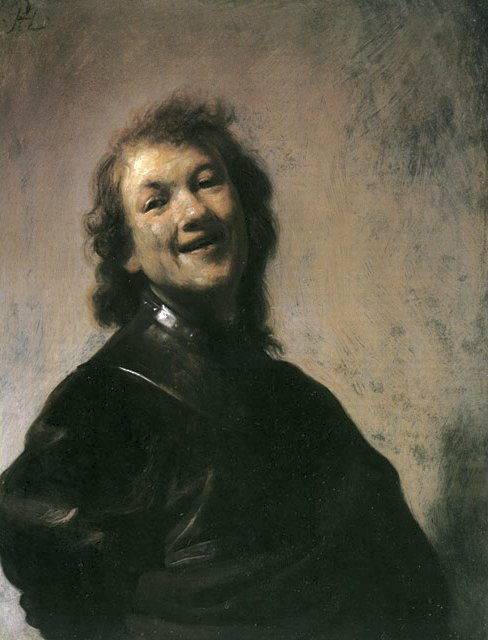
Autorretrato de Rembrandt como Demócrito, ca. 1628.
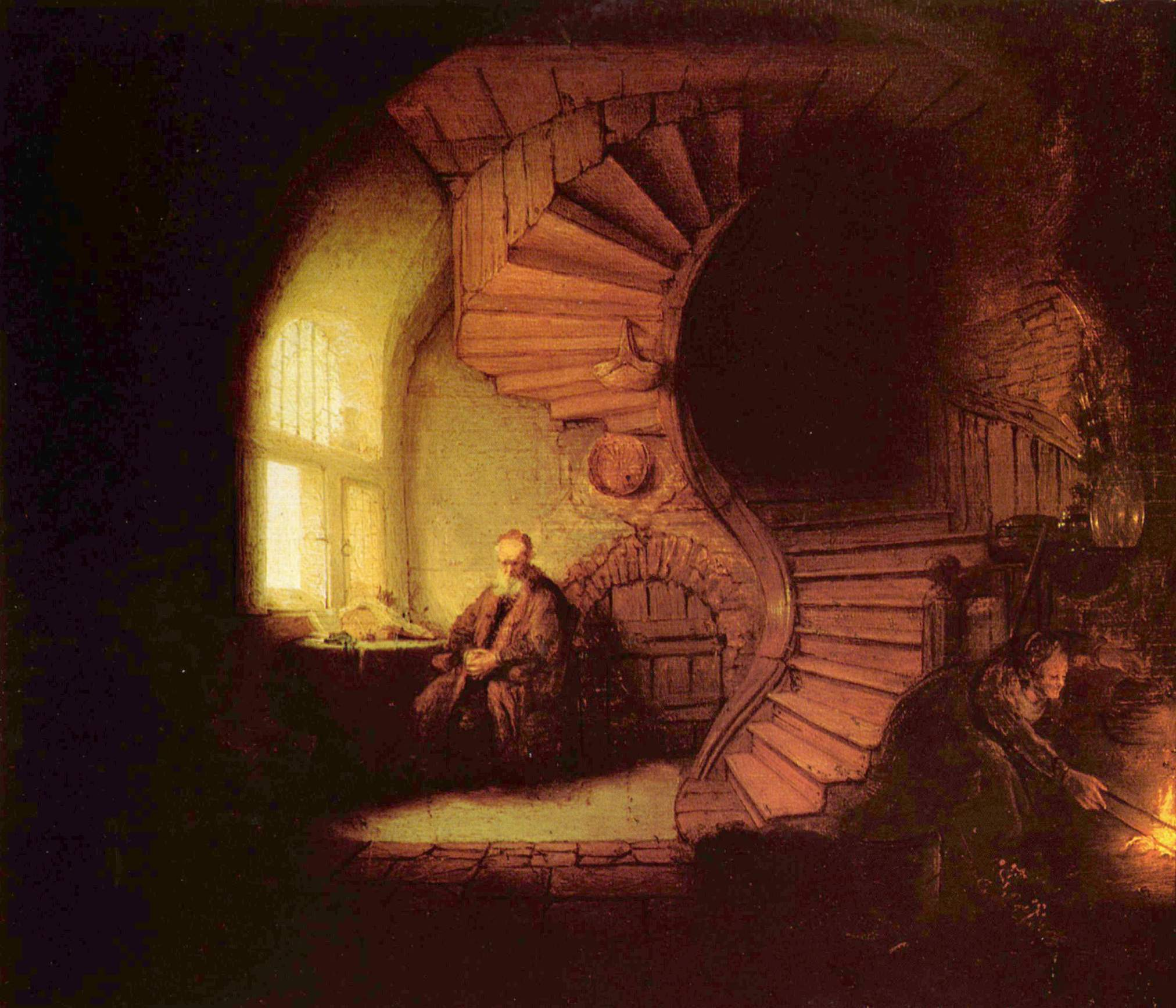
Filósofo en meditación, de Rembrandt, 1632.
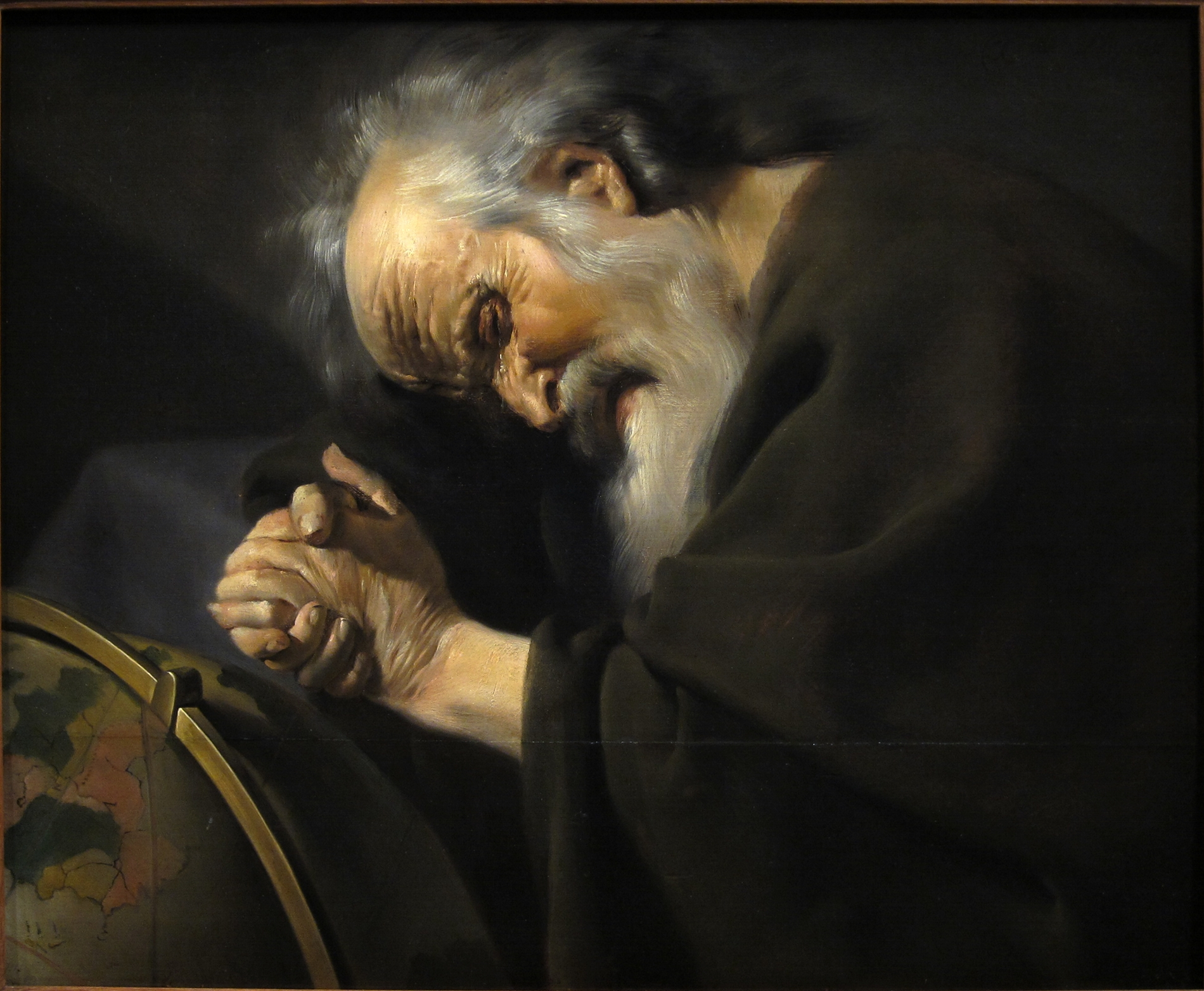
Heráclito, por Johannes Moreelse.
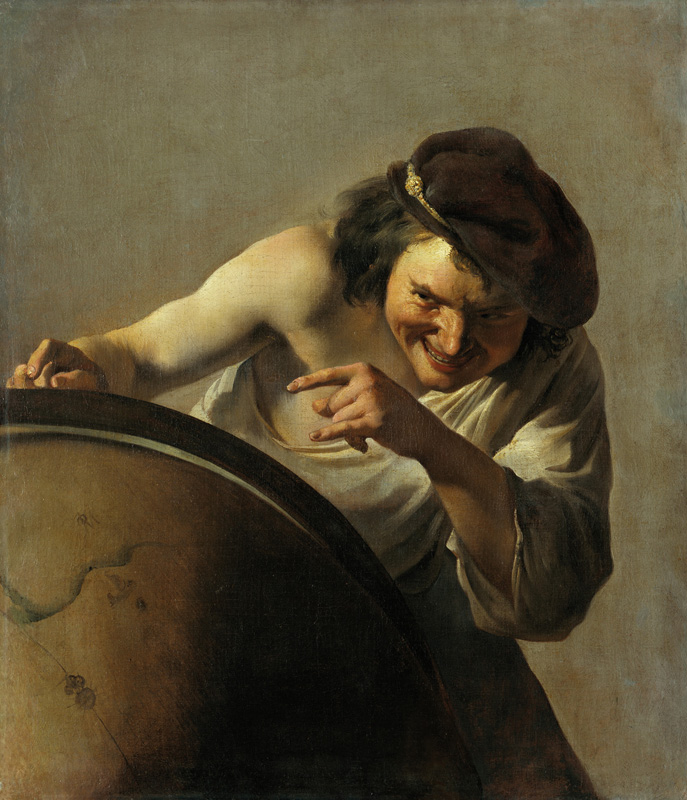
Demócrito, por Johannes Moreelse.
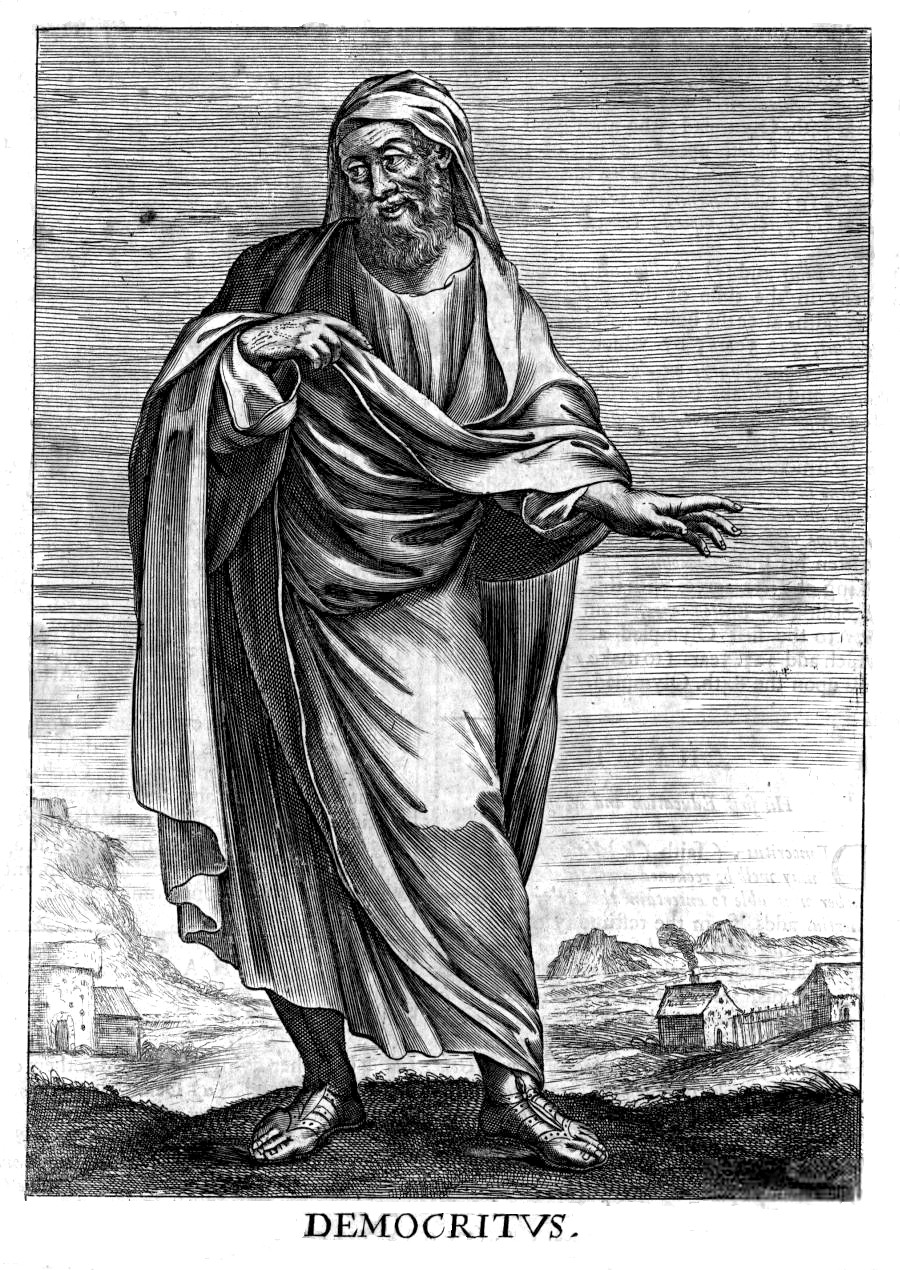
Grabado de Demócrito por Thomas Stanley.
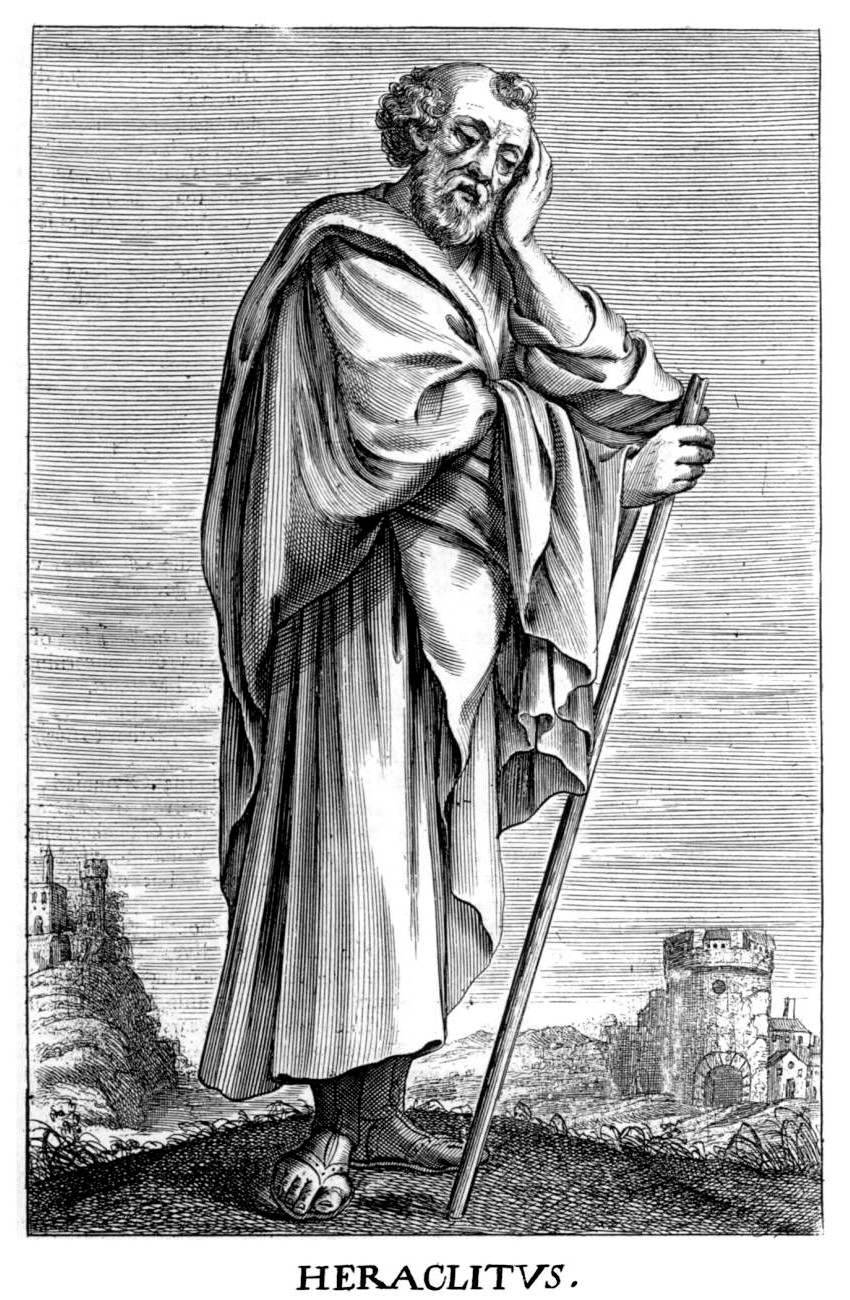
Grabado de Heráclito por Thomas Stanley.
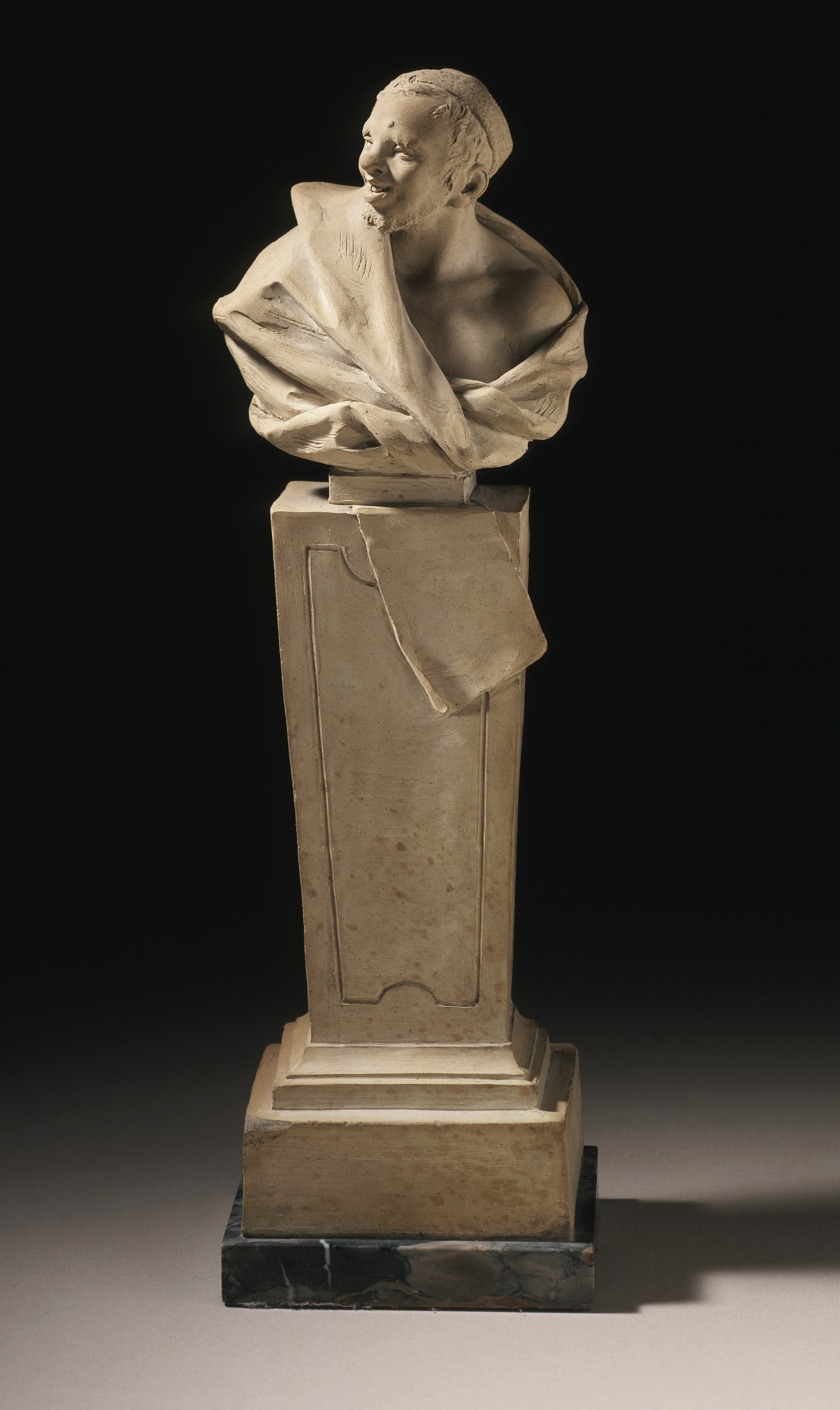
Demócrito, el filósofo risueño por Johann Christoph Ludwig Lücke.
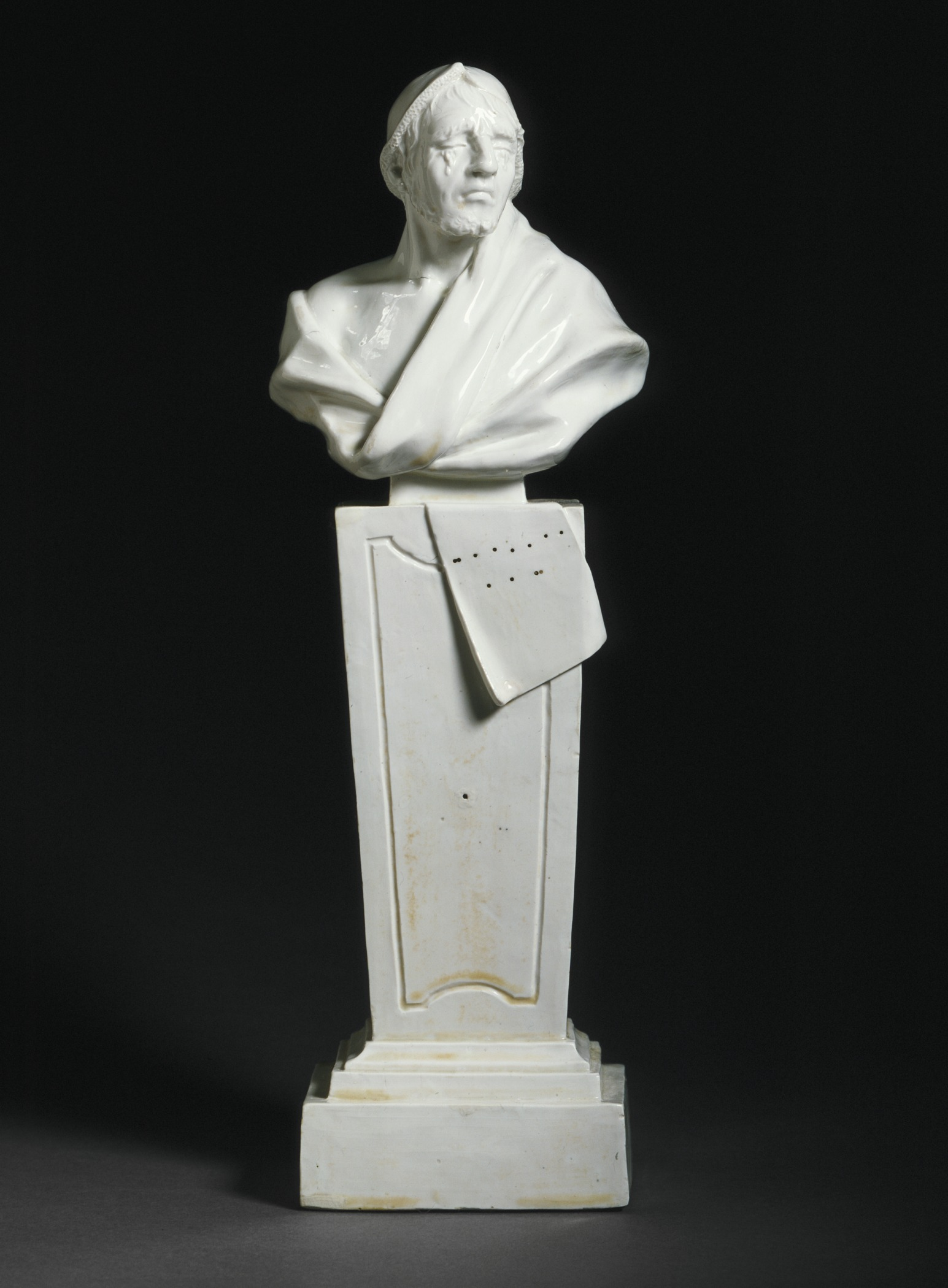
Heráclito, el filósofo llorón por Johann Christoph Ludwig Lücke.
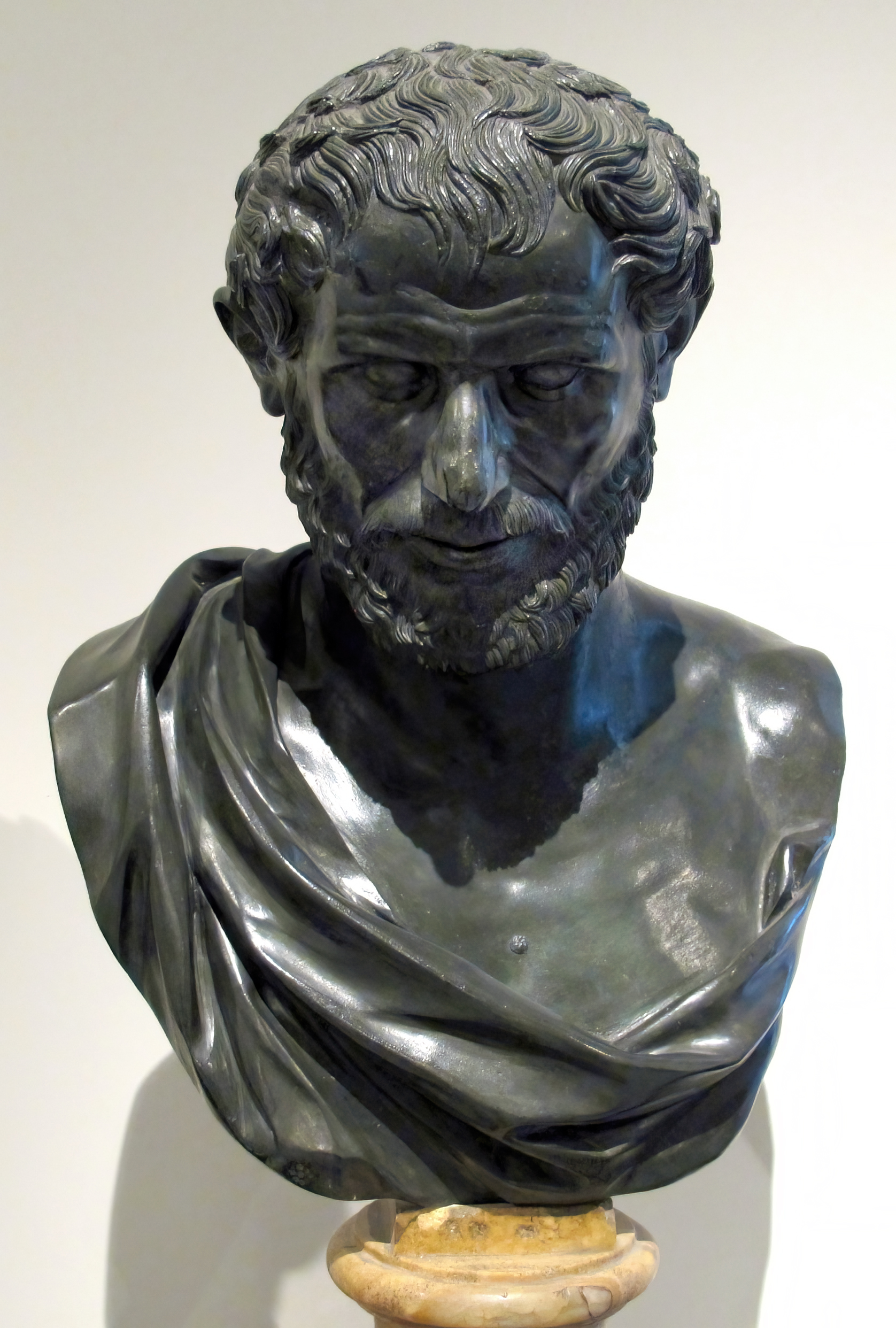
Demócrito en la Villa de los Papiros.
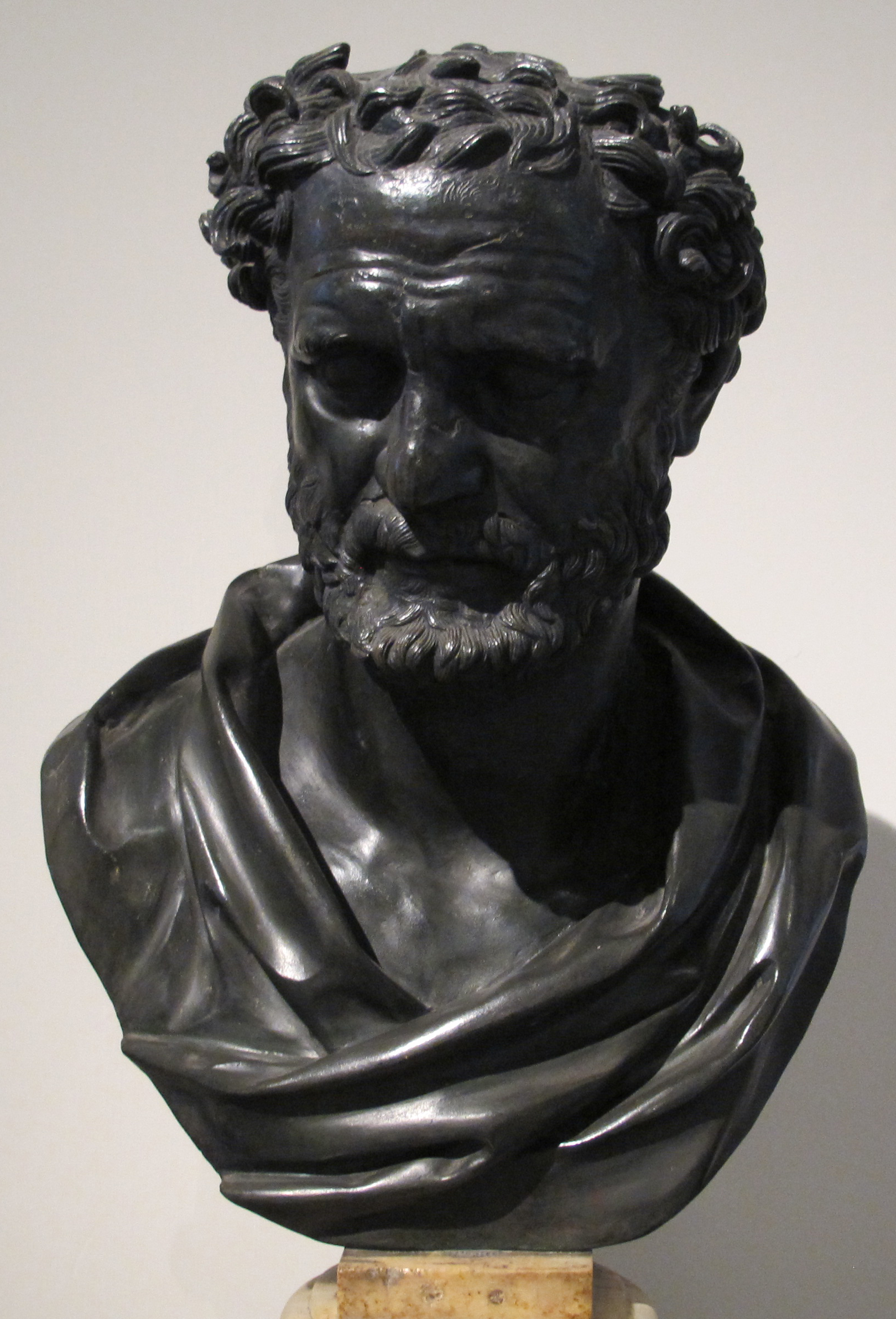
Heráclito en la Villa de los Papiros.